# 皮拉尔德拉奥拉达达
皮拉尔德拉奥拉达达，是西班牙巴伦西亚自治区阿利坎特省的一个市镇。总面积78km2，总人口12731人（2001年），人口密度163人/km2。